# La Partie de bateau
La Partie de bateau, ou Le Canotier au chapeau haut-de-forme, est une peinture à l'huile sur toile du peintre français Gustave Caillebotte, réalisée en 1878,. Elle mesure 89,5 × 116,7 cm et appartenait à une collection particulière à Paris jusqu'à son entrée dans les collections du musée d'Orsay en 2022.

## Description
Elle représente un canotier en train de ramer sur l'Yerres non loin de la propriété de la famille Caillebotte où l'artiste avait l'habitude de passer ses vacances estivales depuis l'âge de douze ans. En 1876, Gustave Caillebotte s'était inscrit au Cercle de la voile de Paris situé à Argenteuil que fréquentaient Manet, Monet et Renoir ; il sera fidèle toute sa vie à sa passion pour le nautisme et pour le canotage. Il peint ici un ami élégant qui a juste enlevé sa veste, mais a gardé son haut-de-forme, comme s'il arrivait à peine de Paris (situé à une vingtaine de kilomètres) en séjour chez les Caillebotte. Au fond deux rameurs s'approchent en périssoire, sujet développé plusieurs fois par Caillebotte à cette époque.
Cette toile a été présentée à l'exposition impressionniste de 1879. Elle a fait alors l'objet d'une caricature de Draner dans Le Charivari.

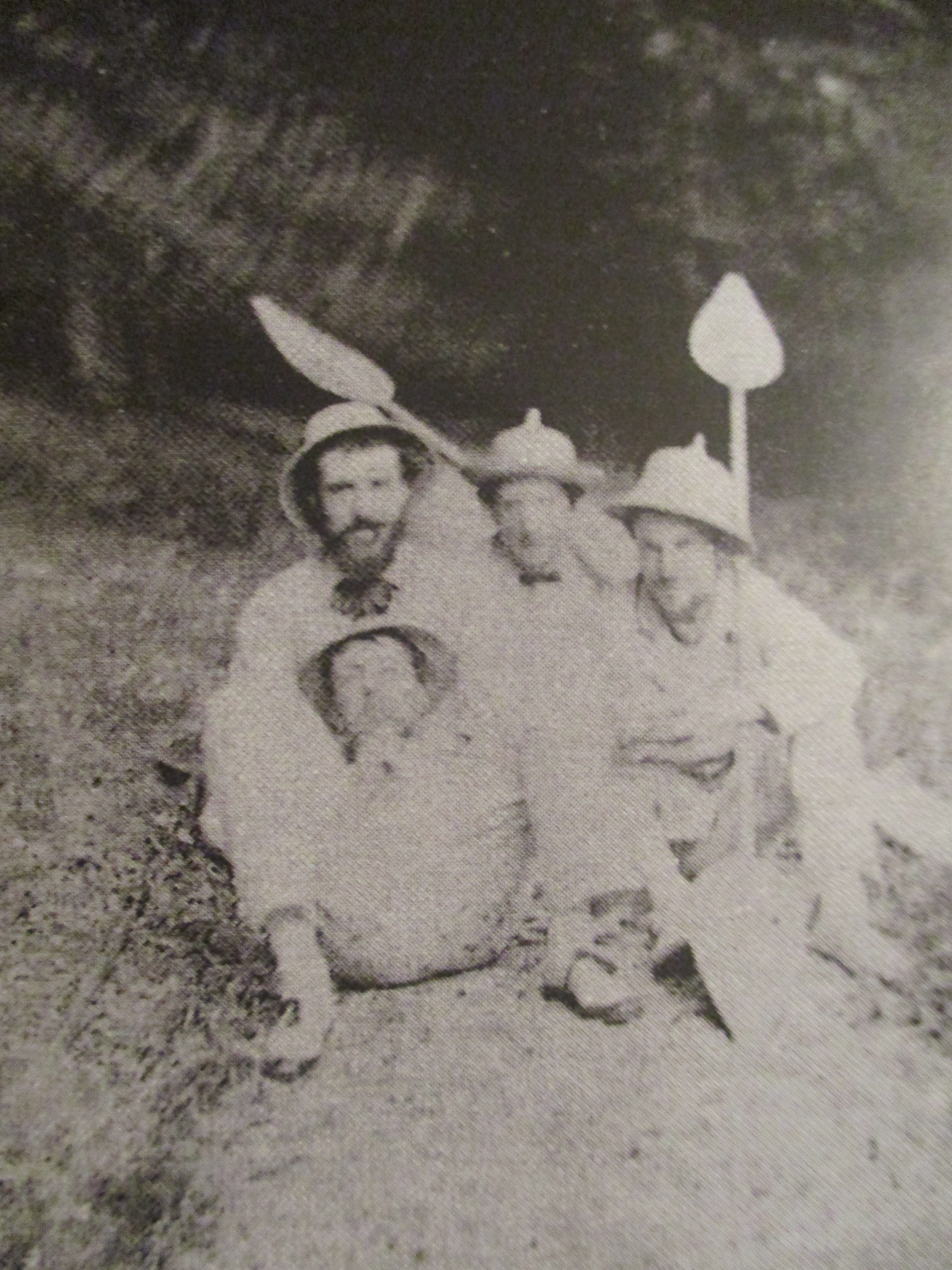
Caillebotte (à droite) avec ses amis canotiers à Yerres, été 1877 ou 1878. Le canotier barbu à gauche pourrait ressembler au personnage du tableau.

Le 20 octobre 1878, la mère de l'artiste, Mme Martial Caillebotte, meurt et la propriété est vendue en juin 1879, ce qui met fin aux villégiatures heureuses de Caillebotte à Yerres.

## Parcours de l’œuvre
Le tableau est resté dans la famille Caillebotte jusqu'en 1986, avant de faire partie d'une collection privée.
Il est classé « trésor national » en janvier 2020.
Le 25 mars 2022, l'État lance un avis d'appel au mécénat d'entreprise pour l'acquisition de l’œuvre, pour l’Établissement public du musée d'Orsay et du musée de l'Orangerie-Valéry Giscard d'Estaing. Cet appel au mécénat porte sur une somme de 43 000 000 €. L'affectation de l'œuvre au Musée d'Orsay, grâce au mécénat du groupe LVMH, a été rendue publique le 30 janvier 2023,,.

## Expositions
En 2023, le tableau est prêté pour une série d'expositions, successivement, aux musées des Beaux-Arts de Lyon, Marseille et de Nantes.